# Ляшенко Іван Федорович
Іван Федорович Ляшенко (14 лютого 1927 — 12 грудня 1998) — український музикознавець, доктор мистецтвознавства, заслужений діяч мистецтв України, член Спілки композиторів України.

## Біографія
Народився 14 лютого 1927 року в селі Миколаївці Новосвітлівського району Луганської області. Брав участь у радянсько-німецькій війні.
У 1948 році закінчив Львівську консерваторію як кларнетист, у 1951 році — як музикознавець. Член ВКП (б) з 1951 року.
У 1955—1965 роках — науковий співробітник Інституту мистецтвознавства, фольклору та етнографії ім. М. Т. Рильського АН України. З 1965 року — викладач Київської консерваторії, в 1965—1968 роках — проректор, в 1968—1974 роках — ректор. У 1974—1989 роках — на науковій роботі в Інституті мистецтвознавства, фольклору та етнографії ім. М. Т. Рильського АН України.

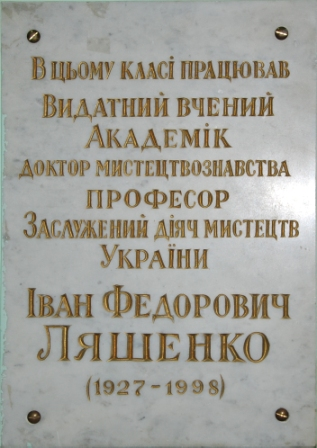
Меморіальна дошка Івану Ляшенку в приміщенні Київської консерваторії.

З 1989 року повертається до роботи в консерваторії, очолює кафедру історії української музики. З 1995 року — проректор. В 1996 році — академік-засновник Академії мистецтв України.
Син — Ляшенко Олександр Іванович, дружина — Лідія Григорівна Ляшенко.
Помер 12 грудня 1998 року. Похований в Києві на Байковому кладовищі.

## Наукова діяльність
Іван Ляшенко автор понад 200 наукових праць і статей, серед яких:
- «Народність і національна характерність музики» (1959);
- «Музика в системі естетичного виховання» (1962);
- «Героїчна сучасність вимагає героїчних образів» (1962);
- «Про інтернаціональні зв'язки української радянської музики» (1965);
- «Музика в житті людини» (1963, 1967);
- «Національні традиції в музиці як історичний процес» (1973);
- «Національне та інтернаціональне в музиці» (1990);
- «Українська художня культура» (1996, у співавторстві).

## Нагороди, відзнаки

Могила Івана Ляшенка

Нагороджений орденами «За заслуги», Трудового Червоного Прапора, Великої Вітчизняної війни II ступеня, Срібною медаллю АМУ (1999).
Творчі досягнення І. Ф. Ляшенка відзначені званням лауреата Всесоюзного конкурсу імені Б. Асаф'єва та премією в галузі літературно-художньої критики імені О. Білецького.